# Campionato europeo femminile under 19 di calcio 2008
Il Campionato europeo femminile under 19 di calcio 2008, 11ª edizione del Campionato europeo femminile under 19 di calcio organizzato dalla UEFA, si è svolto in Francia dal 7 al 19 luglio 2008 e ha visto la vittoria della selezione italiana, prima vittoria in una manifestazione internazionale, che in finale ha sconfitto la più quotata Norvegia per 1 - 0.

## Squadre qualificate
Le qualificazioni prevedevano due fasi. Nella prima, disputata tra il 26 settembre e il 2 ottobre 2007, 44 squadre sono state divise in 11 gironi di 4. Le prime due classificate di ogni girone e le due migliori terze si sono qualificate per la seconda fase. Le 24 squadre rimaste furono divise in 6 gironi di 4. Gli incontri della seconda fase si disputarono tra il 24 e il 29 aprile 2008. Le vincitrici di ogni girone e la migliore seconda classificata si sono qualificate per la fase finale.

### Squadre qualificate
La seguente tabella riporta le otto nazionali qualificate per la fase finale del torneo, con le informazioni relative ai precedenti tornei compresi i quattro Under-18.
| Nazionale   | Metodo di qualificazione        | fasi finali disputate | Ultima qualificazione | Migliore risultato nel torneo            |
| ----------- | ------------------------------- | --------------------- | --------------------- | ---------------------------------------- |
| Francia     | Ospitante                       | 8                     | 2007                  | Campione (2003)                          |
| Svezia      | Vincitrice fase élite, Gruppo 1 | 7                     | 2007                  | Semifinali (2003)                        |
| Inghilterra | Vincitrice fase élite, Gruppo 2 | 5                     | 2007                  | Finalista (2007)                         |
| Germania    | Vincitrice fase élite, Gruppo 3 | 11                    | 2007                  | Campione (2000, 2001, 2002, 2006 e 2007) |
| Scozia      | Vincitrice fase élite, Gruppo 4 | 3                     | 2005                  | Fase a gironi (2005)                     |
| Norvegia    | Vincitrice fase élite, Gruppo 5 | 7                     | 2007                  | Finalista (2001 e 2003)                  |
| Spagna      | Vincitrice fase élite, Gruppo 6 | 7                     | 2007                  | Campione (2004)                          |
| Italia      | Migliore 2ª fase élite          | 4                     | 2004                  | Semifinali (1999 e 2004)                 |

## Gli stadi
Sono sette gli stadi scelti per ospitare la manifestazione:
| Città                | Stadio                     | Capacità |
| -------------------- | -------------------------- | -------- |
| Romorantin-Lanthenay | Stade Jules Medoulègue     | 5.200    |
| Avoine               | Stade Péteseilles          |          |
| Amboise              | Stade Georges Boulogne     |          |
| Blois                | Stade Les Allées           |          |
| Saint-Cyr-sur-Loire  | Stade Guy Drut             |          |
| Vineuil              | Stade Municipal            |          |
| Tours                | Stade de la Vallée du Cher | 13.500   |

## Gironi finali

### Gruppo A

#### Classifica
| Pos. | Squadra  | Pt | G | V | N | P | GF | GS | DR |
| ---- | -------- | -- | - | - | - | - | -- | -- | -- |
| 1.   | Italia   | 6  | 3 | 2 | 0 | 1 | 4  | 4  | 0  |
| 2.   | Norvegia | 4  | 3 | 1 | 1 | 1 | 3  | 3  | 0  |
| 3.   | Francia  | 4  | 3 | 1 | 1 | 1 | 3  | 4  | -1 |
| 4.   | Spagna   | 3  | 3 | 1 | 0 | 2 | 4  | 3  | +1 |

#### Risultati
| Arbitro: | Marija Damjanovic |

|             |           |  |
| Bonetti 90’ | Marcatori |  |

| Arbitro: | Cristina Dorcioman |

|             |           |  |
| Machart 59’ | Marcatori |  |

| Arbitro: | Tanja Subotic |

|                    |           |                            |
| Joana Flaviano 91’ | Marcatori | 58’ Herregården 75’ Hansen |

| Arbitro: | Kateryna Monzul' |

|               |           |                                      |
| Le Sommer 62’ | Marcatori | 34’ Barreca 69’ Guelli 89’ Bonometti |

| Arbitro: | Hilal Tuba Tosun Ayer |

|            |           |               |
| Mjelde 35’ | Marcatori | 73’ Le Sommer |

| Arbitro: | Jana Adámková |

|                                                 |           |  |
| Rocío Ruiz 25’ Silvia Meseguer 61’ González 88’ | Marcatori |  |

### Gruppo B

#### Classifica
| Pos. | Squadra     | Pt | G | V | N | P | GF | GS | DR  |
| ---- | ----------- | -- | - | - | - | - | -- | -- | --- |
| 1.   | Germania    | 7  | 3 | 2 | 1 | 0 | 10 | 1  | +9  |
| 2.   | Svezia      | 5  | 3 | 1 | 2 | 0 | 4  | 3  | +1  |
| 3.   | Inghilterra | 4  | 3 | 1 | 1 | 1 | 4  | 4  | 0   |
| 4.   | Scozia      | 0  | 3 | 0 | 0 | 3 | 2  | 12 | -10 |

#### Risultati
| Arbitro: | Hilal Tuba Tosun Ayer |

|                               |           |            |
| Konradsson 69’ Fröjdfeldt 94’ | Marcatori | 82’ Murray |

| Arbitro: | Kateryna Monzul' |

|                   |           |  |
| Pollmann 35’, 59’ | Marcatori |  |

| Arbitro: | Jana Adámková |

|               |           |              |
| Jakobsson 31’ | Marcatori | 25’ Pollmann |

| Arbitro: | Marija Damjanovic |

|               |           |                            |
| Littlejohn 6’ | Marcatori | 4’ Nobbs 45’+4' 74’ Duggan |

| Arbitro: | Cristina Dorcioman |

|            |           |                 |
| Duggan 10’ | Marcatori | 63’ (rig.) Fors |

| Arbitro: | Tanja Subotic |

|  |           |                                                                              |
|  | Marcatori | 10’, 45+1’ Schwab 18’ Kulig 32’ Pollmann 37’ Mirlach 47’ Hegering 34’ Wagner |

## Fase a eliminazione diretta
|  | Semifinali | Semifinali     | Semifinali |          |        | Finale | Finale | Finale |  |
|  |            |                |            |          |        |        |        |        |  |
|  | 1A         | Italia         | 4          |          |        |        |        |        |  |
|  | 1A         | Italia         | 4          |          |        |        |        |        |  |
|  | 2B         | Svezia         | 0          |          |        |        |        |        |  |
|  | 2B         | Svezia         | 0          |          | Italia | Italia | 1      |        |  |
|  |            |                |            |          | Italia | Italia | 1      |        |  |
|  |            |                | Norvegia   | Norvegia | 0      |        |        |        |  |
|  | 1B         | Germania       | Norvegia   | Norvegia | 0      | 1(2)   |        |        |  |
|  | 1B         | Germania       |            |          |        |        |        |        |  |
|  | 2A         | Norvegia (dtr) | 1(4)       |          |        |        |        |        |  |

### Semifinali
| Arbitro: | Kateryna Monzul' |

|                                                |           |  |
| Gueli 37’, 75’ Bonometti 54’ Parisi 72’ (rig.) | Marcatori |  |

| Arbitro: | Hilal Tuba Tosun Ayer |

|                                  |                      |                                   |
| Mirlach 2’                       | Marcatori            | 49’ Enget                         |
| Hegering Wagner Pollmann Mirlach | Tiri di rigore 2 – 4 | Mjelde Isaksen Ree Andresen Enget |

### Finale
| Arbitro: | Cristina Dorcioman |

|                   |           |  |
| Parisi 71’ (rig.) | Marcatori |  |

## Squadra vincitrice
| Portieri                    | Difensori                                                                                                  | Centrocampisti                                                                                              | Attaccanti                                    |
| --------------------------- | --- | --- | --------------------------------------------- |
| Eleonora Buiatti Sara Penzo | Diletta Crespi Sara Gama Francesca Sampietro Francesca Vitale Michela Rodella Elisa Bartoli Eleonora Bussu | Silvia Pisano Martina Rosucci Cristina Bonometti Alessandra Barreca Alice Parisi Laura Fusetti Giulia Lotto | Sabrina Marchese Pamela Gueli Tatiana Bonetti |

## Marcatori
4 gol
- Marie Pollmann

3 gol
- Toni Duggan
- Pamela Gueli

2 gol
- Eugénie Le Sommer
- Lisa Schwab
- Stefanie Mirlach
- Cristina Bonometti

1 gol
- Alessandra Barreca
- Alice Parisi
- Marina Hegering
- Kim Kulig
- Selina Wagner
- Julie Machart
- Jordan Nobbs
- Tatiana Bonetti
- Gunhild Herregården
- Ida Elise Enget
- Maren Mjelde
- Hege Hansen
- Ruesha Littlejohn
- Christie Murray
- Silvia Meseguer
- Joana Flaviano
- Rocío Ruiz
- Sara González
- Louise Fors
- Sara Sjöstedt
- Emmelie Konradsson
- Sofia Jakobsson